# Kraftwerk Arzberg
Das Kraftwerk Arzberg war ein mit Braunkohle und Erdgas befeuertes Kraftwerk bei Arzberg in Oberfranken (Bayern). Das 1915 zunächst als reines Kohlekraftwerk erbaute Kraftwerk wurde Ende 2003 stillgelegt und anschließend abgerissen. Zuletzt wurde es von E.ON betrieben. Infolge der Energiewende sowie des Atomausstiegs gibt es Überlegungen, am Standort ein neues GuD-Kraftwerk zu errichten.

## Geschichte

### Aufbau und Betrieb
Um den durch zunehmende Elektrifizierung wachsenden Strombedarf von Oberfranken zu decken, schloss das Königreich Bayern im Jahre 1913 einen Vertrag mit der Berliner Elektricitäts-Lieferungs-Gesellschaft (ELG), in welchem sich die ELG verpflichtete, in der Region ein Kraftwerk zu bauen. Die ELG gründete für das Vorhaben 1914 die Bayerische Elektricitäts-Lieferungs-Gesellschaft AG (BELG) mit Sitz in Bayreuth als Tochtergesellschaft.
Als Kraftwerksstandort wählte die BELG die Stadt Arzberg vor allem wegen der günstigen Brennstoffanlieferung aus; per Bahnanschluss konnte Braunkohle aus dem nahegelegenen böhmischen Kohlerevier Falkenau angeliefert werden. Auch die günstige Kühlwasserversorgung aus der Röslau, die später vom eigens hierfür erbauten Feisnitz-Stausee übernommen wurde, spielte eine Rolle.
Mitte 1915, nach anderthalbjähriger Bauzeit, war das Kraftwerk fertiggestellt und nahm mit einer Leistung von 12 Megawatt elektrisch (zwei Maschinensätze von jeweils 6 MW) den Betrieb auf. Im Jahr 1924 schloss die BELG einen Stromliefervertrag mit dem Bayernwerk, und das Kraftwerk wurde an das 100-kV-Verbundnetz angeschlossen.

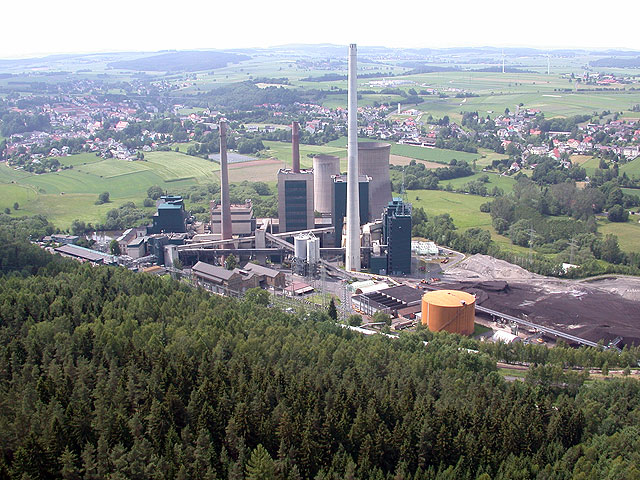
Blick von Osten auf das Kraftwerk und Arzberg (2003)

Während des Zweiten Weltkrieges, 1940/41, wurde die Leistung durch Zubau eines weiteren Kessel-Dampfturbinen-Satzes um 15 MW auf 27 MW erhöht. Nach Kriegsende (1954, 1957 und 1960) folgten weitere Umbau- und Erweiterungsmaßnahmen, die die Leistung auf 89 MW steigerten. Die drei bis zuletzt betriebenen Kraftwerksblöcke mit 107, 220 und 130 MW gingen 1966, 1974 und 1980 ans Netz. Im Gegenzug wurden alle älteren Blöcke 1980 stillgelegt. Der 220-MW-Block wurde, anders als alle anderen, nicht mit Braunkohle, sondern mit Erdgas befeuert. Als Konsequenz aus deutlich verschärften Abgasgrenzwerten wurde das Kraftwerk 1990 mit einer modernen Rauchgasreinigungsanlage ausgerüstet. Im Gegensatz zu anderen Kohlekraftwerken fiel bei der Entschwefelung kein Gips an, sondern es wurde hochreine Schwefelsäure erzeugt.
Im Jahr 1983 schloss sich die BELG mit dem Überlandwerk Oberfranken (ÜWO) zur Energieversorgung Oberfranken AG (EVO) zusammen. Diese wiederum fusionierte 2001 mit vier anderen bayerischen Regionalversorgungsunternehmen zur E.ON Bayern AG.

### Stilllegung
Im Zuge der oben erwähnten Fusion fiel die Entscheidung, das Kraftwerk Arzberg stillzulegen. Das Kraftwerk wurde zum Jahresende 2003 vom Netz genommen und anschließend in drei Schritten gesprengt. Im ersten Schritt fielen am 1. September 2006 die beiden Kühltürme des Kraftwerkes sowie das Kesselhaus eins. Am 12. Dezember 2006 folgten das Kesselhaus zwei und der 193 Meter hohe Schornstein. In Schritt drei wurden Nebengebäude wie der Wasserturm und das Verwaltungsgebäude gesprengt. Nach dem Abbruch des Kraftwerks wurde das gesamte Gelände renaturiert.

## Prototyp für Kalte Fernwärme
Im Kraftwerk Arzberg wurde erstmals eine besondere Form der Fernwärmeversorgung eingesetzt, die sog. „kalte Fernwärme“. Hierbei wird kein heißer Dampf in der Turbine abgezweigt, was einen leichten Effizienzverlust bei der Stromerzeugung verursacht, sondern stattdessen das ungekühlte Kühlwasser nach dem Turbinenkondensator entnommen. Dadurch ist ein solches System ohne großen baulichen Aufwand in jedem bestehenden Kraftwerk nachrüstbar. Da die Temperaturen im Fernwärmenetz dadurch niedriger sind als bei herkömmlichen Wärmenetzen wird die Vorlauftemperatur stattdessen mittels Wärmepumpe auf das jeweils nötige Niveau angehoben. Die Wärmepumpen arbeiten hierbei sehr effizient, da die zu überbrückende Temperaturdifferenz zwischen Kühlwassertemperatur (25–35 °C) und Vorlauftemperatur gering ist. In Arzberg wurden auf diese Weise die Schule, das Schwimmbad sowie Gewerbebetriebe und Wohnhäuser beheizt.